# Parancyla
Parancyla és un gènere monotípic d'arnes de la família Crambidae descrit per George Hampson el 1919. La seva única espècie, Parancyla argyrothysana, descrita en el mateix article, es troba a Mont Mulanje, a Malawi.